# Keny Arkana
Keny Arkana (født 20. december 1982 i Marseille) er en kvindelig fransk rapmusiker. Hun begyndte at rappe i 1996. Hun har erfaring i at optræde fra undergrundsscener i Marseille.

## Diskografi
- Volume 1 (EP) (2003)
- Le Missile Est Lancé (EP) (2004)
- L'Esquisse (Street-album) (2005)
- La Rage (EP) (2006)
- Entre Ciment Et Belle Etoile (Album) (2006)